# Evelyn Ankers
Evelyn Ankers est une actrice anglaise, née le 17 août 1918 à Valparaíso (Chili) et morte le 29 août 1985 à Haiku (Hawaï) (États-Unis).

## Biographie
Née de parents anglais, elle commença sa carrière en Grande-Bretagne et apparut dans quelques films de prestige. La guerre venue, elle émigre aux États-Unis et devient la star féminine des films d'horreur d'Universal, dans les années 1940.
Après avoir rompu ses fiançailles avec Glenn Ford, elle épousa l'acteur Richard Denning, en 1942.

## Filmographie
- 1936 : À nous la musique (Land Without Music) de Walter Forde
- 1936 : Rembrandt d'Alexander Korda
- 1937 : La Baie du destin (Wings of the Morning) d'Harold D. Schuster
- 1937 : L'Invincible Armada (Fire Over England) de William K. Howard
- 1937 : Le Chevalier sans armure (Knight Without Armour) de Jacques Feyder
- 1937 : Bells of St.Mary's de James A. Fitzpatrick
- 1938 : Second Thoughts d'Albert Parker
- 1938 : The Villiers Diamond de Bernard Mainwaring
- 1938 : Murder in the Family d'Albert Parker
- 1938 : Coming of Age de H. Manning Haynes
- 1938 : The Claydon Treasure Mystery de H. Manning Haynes
- 1939 : Mademoiselle Crésus (Over The Moon) de Thornton Freeland
- 1941 : Bachelor Daddy d'Harold Young
- 1941 : Hit The Road de Joe May
- 1941 : Fantômes en vadrouille (Hold That Ghost) d'Arthur Lubin
- 1941 : Burma Convoy (en) de Noel Smith
- 1941 : Le Loup-Garou (The Wolf Man) de George Waggner
- 1942 : La Fièvre de l'or (North to the Klondike) de Erle C. Kenton
- 1942 : Le Spectre de Frankenstein (The Ghost of Frankenstein) de Erle C. Kenton
- 1942 : L'Escadrille des aigles (Eagle Squadron) d'Arthur Lubin
- 1942 : Pierre of the Plains de George B. Seitz
- 1942 : Sherlock Holmes et la voix de la terreur (Sherlock Holmes and the Voice of Terror) de John Rawlins
- 1942 : The Great Impersonation de John Rawlins
- 1943 : Keep 'Em Slugging (en) de Christy Cabanne
- 1943 : Captive Wild Woman d'Edward Dmytryk
- 1943 : Toute seule (All by Myself) de Felix E. Feist
- 1943 : Liens éternels (Hers to Hold) de Frank Ryan
- 1943 : Crazy House d'Edward F. Cline (apparition)
- 1943 : You're a Lucky Fellow, Mr. Smith de Felix E. Feist
- 1943 : Le Fils de Dracula (Son of Dracula) de Robert Siodmak
- 1943 : The Mad Ghoul de James P. Hogan
- 1943 : La Sœur de son valet (His Butler's Sister) de Frank Borzage
- 1944 : Escadrille de femmes (Ladies Courageous) de John Rawlins
- 1944 : Le Suicide du Professeur X (Weird Woman) de Reginald Le Borg
- 1944 : Pardon My Rythm de Felix E. Feist
- 1944 : L'Atavisme qui tue (Jungle Woman) de Reginald Le Borg
- 1944 : La Vengeance de l'homme invisible de Ford Beebe
- 1944 : La Perle des Borgia (The Pearl of Death) de Roy William Neill
- 1944 : Cavalcade musicale (Bowery to Broadway) de Charles Lamont
- 1945 : Les Yeux qui tuent (The Frozen Ghost) de Harold Young
- 1945 : The Fatal Witness de Lesley Selander
- 1946 : The French Key de Walter Colmes
- 1946 : Queen of Burlesque de Sam Newfield
- 1946 : Beauté noire (Black Beauty) de Max Nosseck
- 1946 : Flight to Nowhere de William Rowland
- 1947 : Spoilers of the North de Richard Sale
- 1947 : Le Dernier des peaux-rouges (Last of the Redmen) de George Sherman
- 1947 : The Lone Wolf in London de Leslie Goodwins
- 1948 : Parole, Inc. d'Alfred Zeisler
- 1949 : Tarzan et la fontaine magique (en) (Tarzan's Magic Fountain) de Lee Sholem
- 1950 : The Texan Meets Calamity Jane d'Ande Lamb
- 1960 : No Greater Love

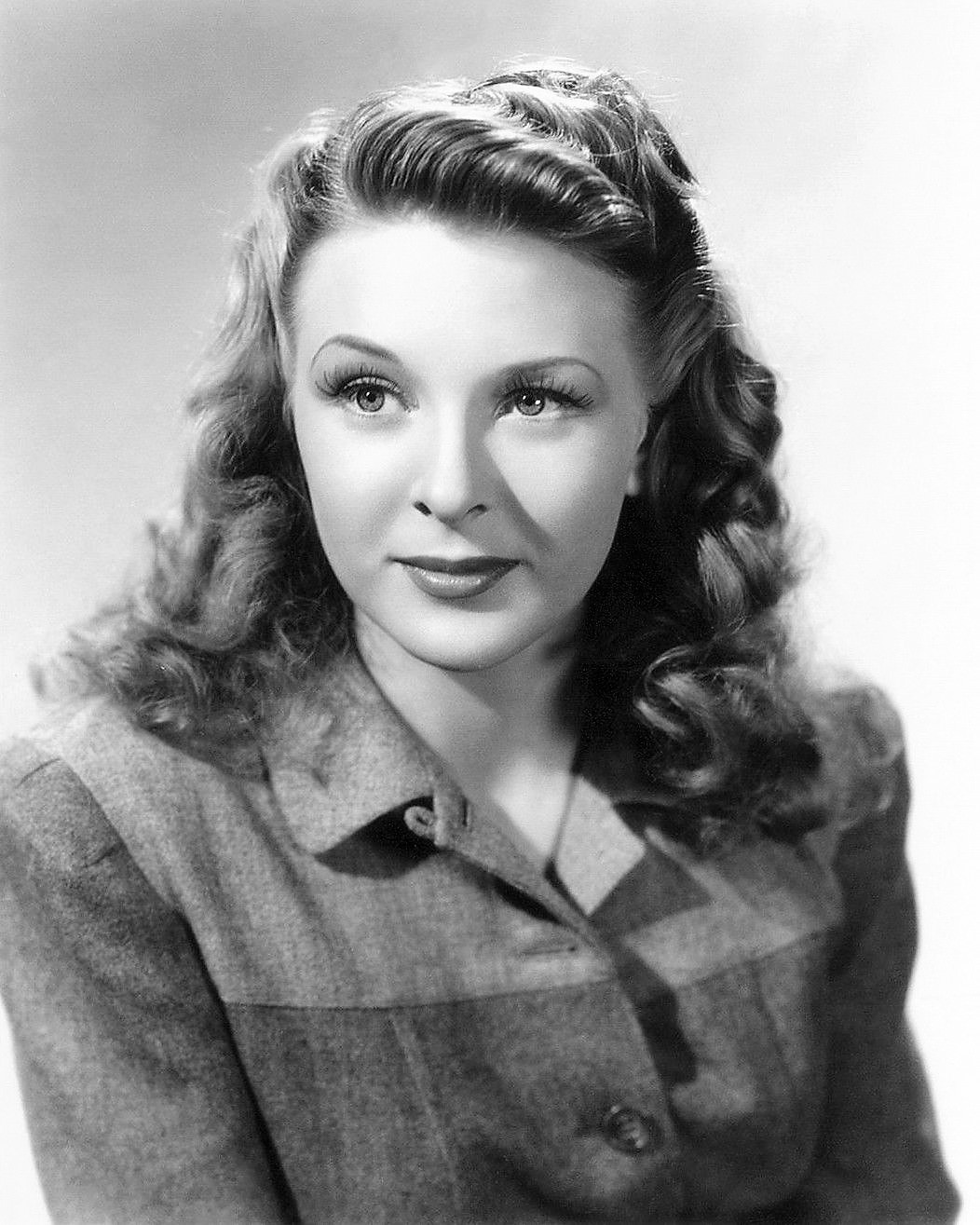
Evelyn Ankers en 1941.
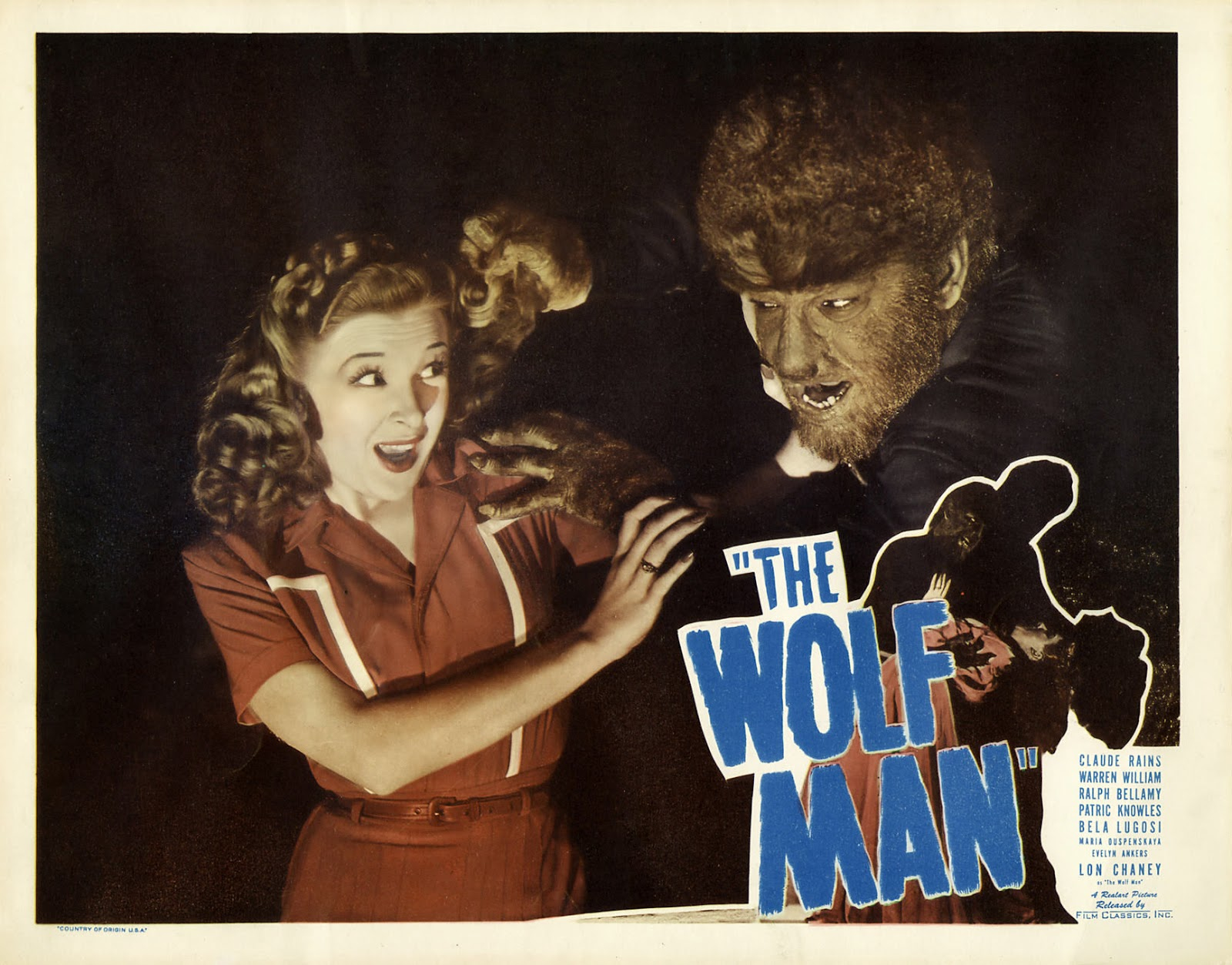
Dans Le Loup-Garou (1941)
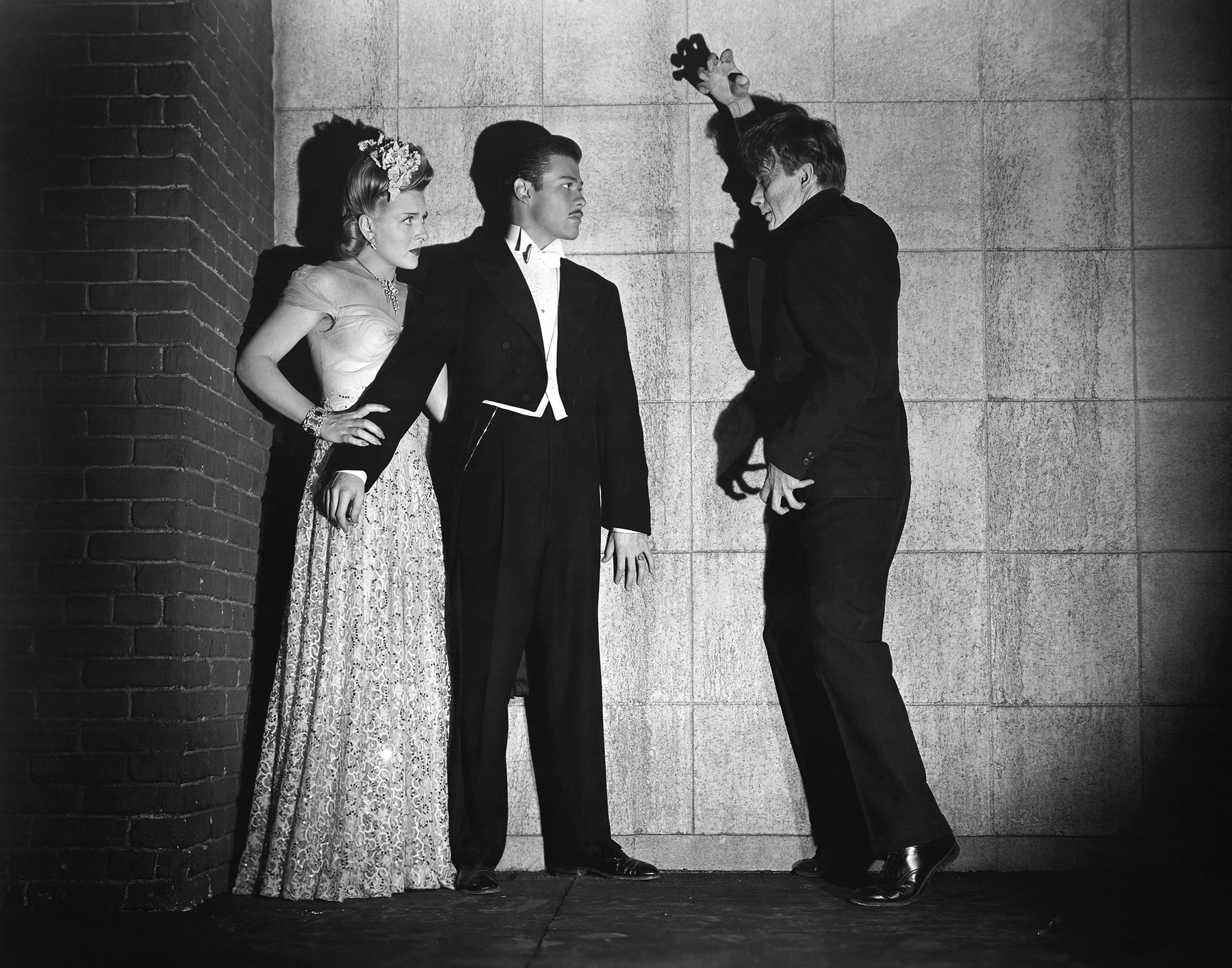
Dans The Mad Ghoul (1943)
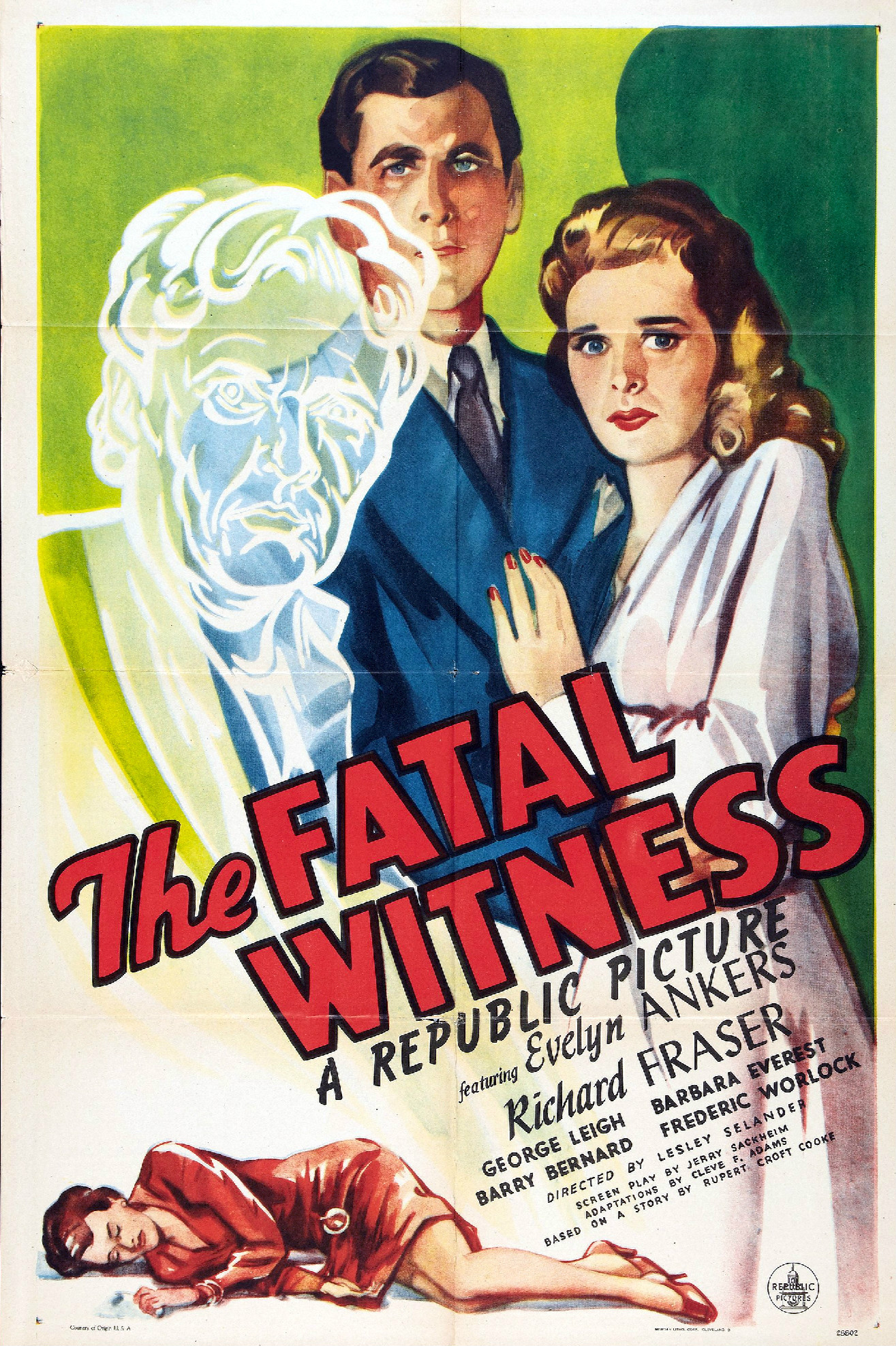
Dans The Fatal Witness (1945)